# Raoul Vaneigem
Raoul Vaneigem (Lessines, 21 marzo 1934) è uno scrittore e giornalista belga il cui nome è indissolubilmente legato allo sviluppo dell'Internazionale Situazionista.

## Biografia
Raoul Vaneigem è nato il 21 marzo 1934 a Lessines, in Belgio, nella regione ex mineraria del Borinage resa celebre dalla predicazione mistica del giovane Vincent van Gogh, che ne ritrasse la difficilissima vita e le figure. È figlio unico di Paul Vaneigem e Marguerite Tilte. Dopo gli studi superiori al liceo classico di Ath, si iscrive nel 1951 alla Libera Università di Bruxelles, dove segue i corsi di filologia romanza e di letteratura francese, laureandosi nel 1956 con una tesi sul ’’poeta maledetto’’ Lautréamont.
A partire dallo stesso anno 1956, Raoul Vaneigem insegna letteratura francese all'‘'école normale'’ di Nivelles, posto che tiene fino al 1964. Nel frattempo si precisano in lui i cardini del suo pensiero e della sua attività politica, che lo avvicinerà all'Anarchismo. I suoi campi d'azione sono tra i più svariati, e ne fanno una personalità assolutamente poliedrica, dall'Urbanistica addirittura alla canzone: nel 1974 scrive, su musica composta da Francis Lemonnier, una canzone ancora oggi celebre per il suo contenuto rivoluzionario, La vie s'écoule, la vie s'enfuit (“La vita scorre e fugge via”), inserita nell'album collettivo Pour en finir avec le travail ma che fu poi interpretata anche da un artista come Gilles Servat su Radio Libertaire. Con una tipica pratica situazionista, Vaneigem affermò che la canzone era stata però scritta nel 1961 ed interpretata per la prima volta da "un gruppo di operai belgi in sciopero"; si tratta quasi certamente di un'invenzione, ma la leggenda è ancora assai diffusa.
Al 1961 risalgono i primi contatti di Vaneigem con l'Internazionale Situazionista, fondata nel 1957 da Guy Débord. Vaneigem vi aderisce introdotto da Henri Lefebvre e ne rimane membro di spicco fino al 1970, quando se ne allontana dando le dimissioni. Sempre nel 1961 gli nasce la prima figlia Ariane.
Nel 1964, e fino al 1972, Raoul Vaneigem è redattore dell’Encyclopédie du monde actuel. Nel 1977 nasce il secondo figlio Ariel, mentre il terzo, Tristan, nasce nel 1979. A partire dal 1986 è redattore dell’Encyclopaedia Universalis assieme a Hans Magnus Enzensberger. Nel 1996 gli nasce l'ultima figlia, Chiara.
Raoul Vaneigem continua a vivere a Lessines, la sua città natale, una vita del tutto riservata e “sotterranea” che contrasta con la sua fama di rivoluzionario e di anarchico (per cui gli è stato coniato il soprannome di Vampire du Borinage).

## Raoul Vaneigem e l'Internazionale Situazionista
Come detto, la partecipazione di Raoul Vaneigem all'Internazionale Situazionista inizia nel 1961 con due piccoli articoli nel nº 6 di Internationale Situationniste, e termina con il nº 12 della medesima rivista, pubblicato nel 1969. Fa parte del comitato di redazione della rivista dal nº 7 fino al nº 12, scrivendo non solo articoli firmati ma mettendo probabilmente mano a molti altri pubblicati anonimi. Nel 1967 scrive e pubblica quella che è la sua opera più famosa e che avrà grande importanza nei successivi avvenimenti del Maggio francese: il Traité de savoir-vivre à l'usage des jeunes générations (Trad. italiana: Trattato di saper vivere ad uso delle giovani generazioni, 1ª ed. italiana Vallecchi, Firenze, 1973), che rappresenta un passaggio obbligato per chiunque si interessi ai principi del situazionismo e che è passato alla storia per essere stato “il libro più rubato nel ‘68”. Sotto lo pseudonimo di Jean-François Dupuis, Vaneigem pubblica nel 1974 anche una Histoire désinvolte du surréalisme (“Storia disinvolta del Surrealismo”). Raoul Vaneigem si dimette definitivamente dall'Internazionale Situazionista con una lettera del 14 novembre 1970.

## Negazione di Gesù
Riprendendo la posizione già sostenuta e sviluppata in proposito da Prosper Alfaric, Vaneigem si schiera a favore della tesi dell'inesistenza storica di Gesù, parlando, tra l'altro, della "favola cattolica e romana di un Gesù storico" ("La résistance au christianisme - Les hérésies des origines au XVIII-ème siècle", Fayard, 1993, pag. 104).

## L'opposizione al copyright
La bibliografia di Raoul Vaneigem non potrà mai essere completa, sia per la voluta abitudine di scrivere anonimamente o con fantasiosi pseudonimi (alcuni dei quali con nomi di donna), sia per il fatto che, per suo espresso principio, la maggior parte delle sue opere non è coperta da copyright ed è quindi di totale Pubblico dominio.
La frase tipica sulle pubblicazioni di Vaneigem è la seguente: Poiché persistiamo nella nostra inimicizia verso le regole della proprietà, ancorché intellettuale, questo testo non è sottoposto ad alcun copyright, sicché è riproducibile ovunque, anche senza citare la fonte. Anche per questo motivo è possibile scaricare integralmente diverse opere di Vaneigem da Internet, in francese o in traduzione nelle principali lingue. Nella seguente bibliografia vengono indicate le traduzioni italiane di cui si ha notizia.

## Opere
- 1956 - Isidore Ducasse ou le comte de Lautréamont, Belladona, 1956 (tesi di laurea); ristampata da Le Veilleur nel 1988.
- 1961 - Programme élémentaire du bureau d'urbanisme unitaire (scritto assieme ad Attila Kottanyi), Internationale Situationniste, numero 6.
- 1961 - Commentaires contre l'urbanisme, Internationale Situationniste, numero 6.
- 1962 - Banalités de base, Internationale Situationniste, numeri 7 et 8; ristampata da Ludd nel 1995.
- 1964 - Réponse à une enquête du centre d'art socio-expérimental, Internationale Situationniste, numero 9 (scritta assieme ad altri membri dell'IS).
- 1966 - De quelques questions théoriques sans questionnement ni problématique, Internationale Situationniste, numero 10.
- 1967 - Traité de savoir-vivre à l'usage des jeunes générations, Gallimard. Ristampata da Folio, 1992 con una prefazione inedita. Traduzione italiana: Trattato di saper vivere ad uso delle giovani generazioni, senza copyright, tra gli altri recentemente ripubblicata da Malatempora, Roma, giugno 1999. La traduzione inglese è nota come Revolution In Everyday Life.
- 1967 - Avoir pour but la vérité pratique, Internationale Situationniste, numero 11.
- 1969 - Avis aux civilisés relativement à l'autogestion généralisée, Internationale Situationniste, numero 12.
- 1969/1970 - Contributions au débats internes de l'Internationale Situationniste, pubblicati con il titolo di Documents situationnistes 1969-1970 da CRQS nel 1974 e ristampati nel 2000 dai Cahiers de l'externité.
- 1972 - Terrorisme ou révolution, prefazione a Pour la révolution di Ernest Courderoy, Champ Libre. Traduzione italiana: Terrorismo o rivoluzione. Arcana Editrice 1973.
- 1973 - Le retour à Nobodyland, pubblicato nell'Anthologie du cinéma invisible, Christian Janicot et Jean-Michel Place, 1995. Traduzione italiana: Ritorno a Nobodyland.
- 1974 - De la grève sauvage à l'autogestion généralisée, UGE, 10/18, pubblicato con lo pseudonimo di Ratgeb. Traduzione italiana: Contributi alla lotta rivoluzionaria destinati a essere discussi, corretti e principalmente messi in pratica senza perdere tempo. Edizioni di "Anarchismo", 1978.
- 1977 - Histoire désinvolte du surréalisme, éditions Paul Vermont; ristampata da L'Instant nel 1988. Pubblicata con lo pseudonimo di Jean-François Dupuis. Traduzione italiana: Controstoria del Surrealismo, Arcana Editrice 1978.
- 1979 - Le livre des plaisirs, éditions Encre; ristampata da Labor, Espace Nord nº 87, 1993 e 1998.
- 1979 - L' île aux délices, Bébé noir. Pubblicata con lo pseudonimo di Anne de Launay.
- 1981 - La vie secrète d'Eugénie Grandet, Brigandine. Pubblicata con lo pseudonimo di Julienne de Cherisy.
- 1985 - Postfazione a La femme de Gilles (Madeleine Bourdouxhe), Labor, Espace Nord. Pubblicata sotto lo pseudonimo di Michel Thorgal.
- 1986 - Le mouvement du Libre-Esprit, Ramsay. Traduzione italiana: Il movimento del Libero Spirito, Edizioni Nautilus, 1995.
- 1990 - Adresse aux vivants sur la mort qui les gouverne et l'opportunité de s'en défaire, Seghers. Traduzione italiana: Ai viventi sulla morte che li governa e dell'opportunità di disfarsene, senza copyright, Nautilus, Torino, 1998
- 1991 - Louis Scutenaire, Seghers, Poètes d'aujourd'hui.
- 1991 - Prefazione à Jours d'exil, volume 1, 1849-1851, di Ernest Courderoy, Canevas.
- 1992 - Les controverses du christianisme, Bordas, Les compacts. Pubblicato con lo pseudonimo di Tristan Hannaniel (dai nomi dei suoi tre figli: Tristan Ariane Ariel).
- 1992 - Lettre de Staline à ses enfants enfin reconciliés de l'Est et de l'Ouest, Manya; ristampata da Verdier nel 1998 con il titolo abbreviato di Lettre de Staline à ses enfants reconciliés.
- 1992 - Prefazione à Récits de l'Ardenne (Marcellin Lagarde), Labor, Espace Nord. Pubblicata sotto lo pseudonimo di Michel Thorgal.
- 1993 - La résistance au christianisme. Les hérésies des origines au XVIII-ème siècle, Fayard.
- 1994 - Les hérésies, PUF, Que sais-je?
- 1994 - Postfazione al Manifeste du Parti communiste di Karl Marx e Friedrich Engels, Mille et une nuits; ristampata autonomamente nel 1999.
- 1995 - Avertissement aux écoliers et lycéens, Mille et une nuits, nº 69. Traduzione italiana, senza copyright e disponibile su Internet: Avviso agli studenti, Nautilus, Torino, 1996.
- 1996 - Nous qui désirons sans fin, Le Cherche-Midi; ristampata nel 1998 par Folio (Gallimard). Traduzione italiana: Noi che desideriamo senza fine, presentazione di Sergio Ghirardi, Bollati-Boringhieri, Torino, 1999.
- 1996 - La paresse, éditions du Centre Pompidou, collection Les péchés capitaux.
- 1997 - Notes sans portée, illustrations de Roland Roure, La Pierre d'Alun (Le Salon d'Art et de Coiffure), rue de l'Hotel des Monnaies, Bruxelles.
- 1997 - Prefazione a Thomas Munzer ou la guerre des paysans (Maurice Pianzola), Ludd.
- 1998 - Dictionnaire de citations pour servir au divertissement et à l'intelligence du temps, Le Cherche-Midi.
- 1999 - Pour une internationale du genre humain, Le Cherche-Midi.
- 1999 - Sur les pas des écrivains en Hainaut, éditions de l'Octogone. Qui Vaneigem ha scritto la prefazione a suo nome, mentre l'opera è scritta sotto lo pseudonimo di Robert Dessartes.
- 2000 - De l'inhumanité de la religion, Denoël. Traduzione italiana: Disumanità della religione, a cura di Andrea Babini, introduzione di Federico Battistutta, Bolsena, Massari, 2016.
- 2001 - Déclaration des droits de l'être humain, Le Cherche-Midi.
- 2002 - L'ère des créteurs, éditions Complexe, Bruxelles, Belgique, 2002, ISBN 2-87027-915-9.
- 2003 - Rien n'est sacré, tout peut se dire. La Découverte, Paris. Traduzione italiana: Niente è sacro, tutto si può dire, riflessioni sulla libertà di espressione, Traduzione di Francesco Bruno. Milano, Ponte Alle Grazie, 2004.
- 2009 - Ni pardon ni talion, Éditions La Découverte, Paris. Edizione italiana:  Né vendetta né perdono - Giustizia moderna e crimini contro l'umanità, traduzione dal francese di Guido Lagomarsino, Milano, Elèuthera, 2010, ISBN 978-88-89490-88-4.
- 2023 - Seul la peur nous gouverne Soltanto la paura ci governa https://lanavedeifolli.noblogs.org/raoul-vaneigem/
- 2024 - Abolir la prédation, redevenir humain Abolire la predazione, ridivenire umani https://lanavedeifolli.noblogs.org/raoul-vaneigem/